# Maunali
Maunali (nepalski: मौनाली) – gaun wikas samiti w zachodniej części Nepalu w strefie Mahakali w dystrykcie Baitadi. Według nepalskiego spisu powszechnego z 2011 roku liczył on 544 gospodarstwa domowe i 3208 mieszkańców (1712 kobiet i 1496 mężczyzn).